# Norah Aitonová
Norah Aitonová (13. června 1903 Londýn – 22. srpna 1988 Jersey) byla britská architektka, která patřila k prvním zastáncům modernistického stylu. Kolem roku 1930 založila se svou partnerkou Betty Scottovou architektonickou kancelář Aiton & Scott. Jejich nejznámějším dílem je kancelářská budova pro společnost Aiton & Company vyrábějící trubky v Derby. Tato stavba byla pozoruhodná jednak jako raný příklad modernistické průmyslové architektury, jednak jako budova navržená dvěma v té době z malého počtu žen, které pracovaly v architektuře.

## Život
Narodila se 13. června 1903 v Londýně v rodině průmyslníka sira Arthura Aitona, inženýra, který založil společnost na výrobu ocelových trubek v Derby. Jako mladá dívka se přestěhovala do Derby se svými dvěma sourozenci a rodiči. Navštěvovala Girton College v Cambridge, kde studium nedokončila, protože získala stipendium Královského institutu britských architektů (RIBA), aby mohla v letech 1924–1926 studovat na relativně nové Cambridgeské škole architektury. Pak pokračovala na škole Architectural Association (AA), kde studovala do roku 1929 a získala diplom RIBA. Tam se seznámila s Betty Scottovou, svou budoucí obchodní partnerkou. Studijní program na škole Architectural Association ještě nezahrnoval modernismus, ale Aitonová měla povědomí o kontinentálním modernistickém designu, protože několikrát podnikla cestu do Nizozemska, včetně letní stáže v kanceláři PJH Kuyperse. V roce 1933 se provdala za Nicolaase Tollenaara, pojišťovacího makléře společnosti Sedgwick, Collins & Co, Holanďana, který se v roce 1934 stal britským občanem. Profesně se nadále jmenovala Norah Aitonová, ale používala také jméno Norah Tollenaar.
Aitonová se v novinovém rozhovoru svěřila se svým nadšením pro „ultramoderní design z oceli a skla“ a obdivovala holandskou designérskou školu De Stijl, částečně inspirovanou uměním Pieta Mondriana. Poté, co navrhla dům pro rodiče Scottové ve Stoke Poges, dostalo partnerství příležitost vytvořit kanceláře pro otcův výrobní závod Aiton v Derby. Na rozdíl od eklektičtější Scottové byla Aitonová upřímným nadšencem průkopnického modernismu.
Aitonin otec dal architektkám volnou ruku, aby přišli se špičkovým inovativním designem, který by odrážel a propagoval vyspělou technologii, jež stála za výrobky továrny, mezi něž patřilo potrubí pro válečné lodě a elektrárny. To se projevilo zejména v použití kovových trubek, které byly ozvěnou firmy Aiton & Co. Dominantní ocel a sklo byly použity s barvami ve schématu De Stijl, které kombinovalo červené podlahy a nefritově zelené vnitřní stěny s modrými cihlami, šedými okenními rámy a štukem a bílým cementem.

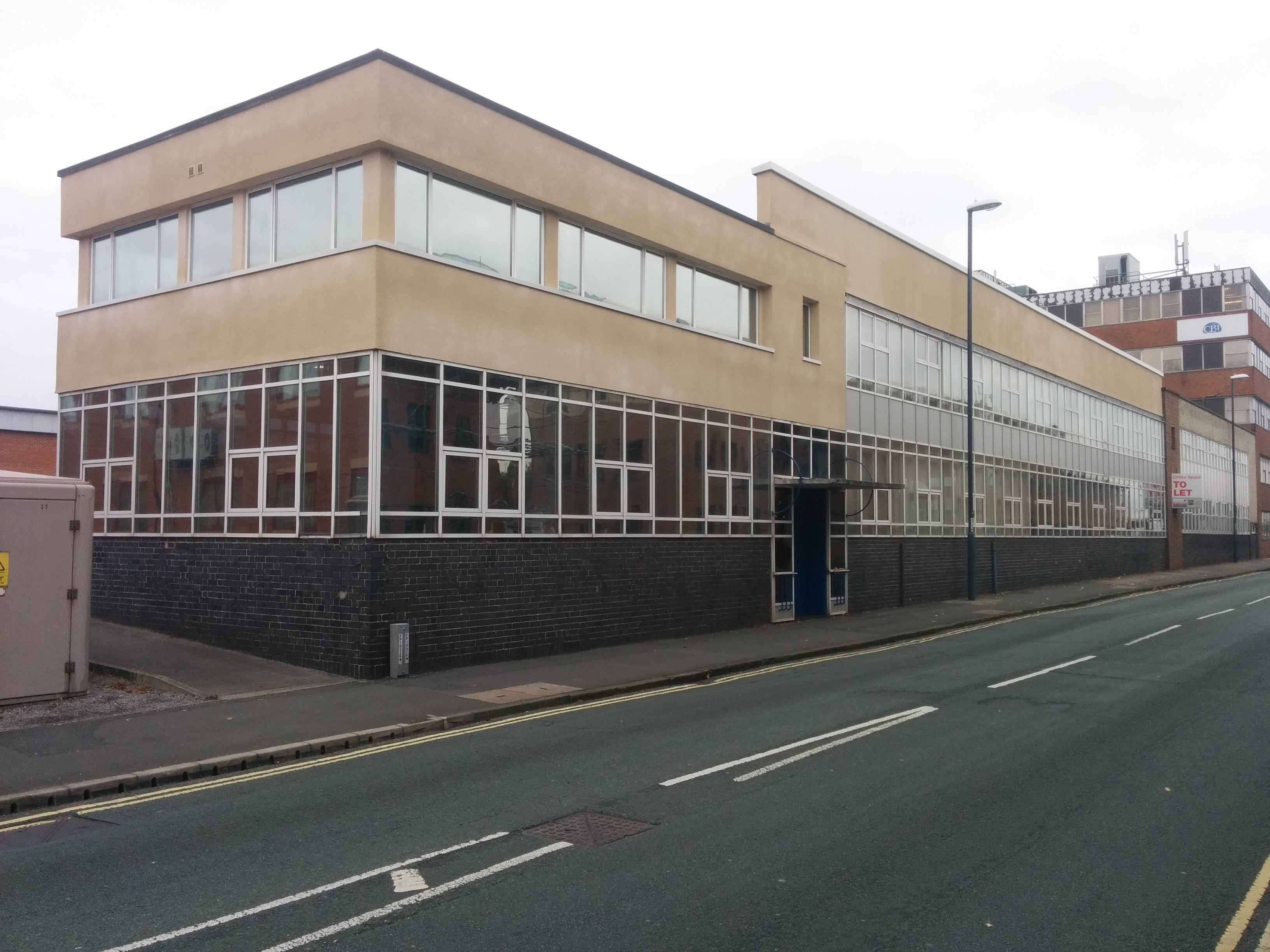
Kulturní památka Aiton & Co v Derby

Historic England ji označuje za „velmi pěkný a také mimořádně raný příklad moderního nebo mezinárodního architektonického stylu“ a „jednu z prvních průmyslových budov, kterou navrhlo partnerství architektek“. Architects Journal ji popsal jako „rané příkladné dílo high-tech designu“. Budova bývalého závodu Aiton & Co je památkově chráněnou budovou vedená v Listed building v kategorii ochrany: stupeň II.
Aiton & Scott sídlili v Londýně a měli prostory na Sloane Street. Mezi jejich další projekty patřila tiskárna, soukromá zoologická zahrada v Chislehurstu s klecemi pro opice a akvárii pro ryby, kostel, krematorium a různé soukromé domy. Jejich práce se objevily v tisku, knihách, odborných časopisech, na výstavě RIBA i jinde, a přesto nebyly zahrnuty do hlavních dějin modernistického designu. Historička architektury Lynne Walker a další se domnívají, že je to proto, že dějiny modernistické architektury ve Velké Británii byly psány z mužského pohledu. Ve dvacátých a třicátých letech byla Aitonová v tisku nazývána „dívčí architektkou“ a byla dotazována, zda se ženy nejlépe hodí k navrhování domácích staveb. Říkalo se o ní, že pracuje „v nové sféře ženských aktivit“. V roce 1935, kdy AA uspořádala výstavu ženských architektonických návrhů, bylo v Londýně údajně asi 40 architektek.
Ačkoli Aitonová po druhé světové válce nepokračovala v kariéře, její zájem o umění a design se nezastavil. Byla členkou Společnosti současného umění a vlastnila sbírku dekorativního umění. Celoživotně vlastnila portrét rodiny Kesslerových od Raoula Dufyho, svých bratranců.
Zemřela 22. srpna 1988 na dovolené na Jersey a zanechala po sobě téměř milion liber šterlinků.

## Příbuzní
Strýcem Aitonové byl nizozemský těžař ropy Adriaan Stoop a byla příbuzná s průmyslníkem Dolfem Kesslerem, který si v roce 1929 objednal dům u inovativního architekta Hendrika Woudy